# Леляк бразильський
Леля́к бразильський (Nyctiphrynus ocellatus) — вид дрімлюгоподібних птахів родини дрімлюгових (Caprimulgidae). Мешкає в Центральній і Південній Америці.

## Опис
Довжина птаха становить 20-21 см, самці важать 35-43 г, самиці 29-44 г. Представники номінативного підвиду мають переважно темно-сірувато-коричневе забарвлення з чорнувато-бурими плямами на крилах і білими плямами на животі. На горлі і шиї широкий білий "комір". 3-4 бічні пари стернових пер на кінці білі. Існує також морфа з блідішим, рудувато-коричневими забарвленням. Представники підвиду N. o. lautus мають менші розміри, білі плями на хвості у них менші. Спів самця — трелі "прееео, прееео". Крик — м'який, гортанний "вах, вах, вах".

## Підвиди
Виділяють два підвиди:
- N. o. lautus Miller, W & Griscom, 1925 — схід Гондурасу, північний схід Нікарагуа і Коста-Рики, місцями в Панамі;
- N. o. ocellatus (Tschudi, 1844) — від Колумбії до Перу, східної Бразилії і північно-східної Аргентини.

## Поширення і екологія
Бразильські леляки мешкають в Гондурасі, Нікарагуа, Коста-Риці, Колумбії, Перу, Болівії, Бразилії, Аргентині і Парагваї, трапляються в Панамі. Вони живуть у рівнинних і гірських вологих тропічних лісах та на галявинах. Зустрічаються на висоті до 1350 м над рівнем моря. Ведуть нічний спосіб життя. Живляться комахами, яких ловлять в польоті, злітають з низько розташованих гілок. Сезон розмноження в Коста-Риці і Нікарагуа триває з травня по квітень, в Еквадорі у грудні, в Перу з вересня по листопад. Відкладають яйця просто на голу землю або серед опалого листя. В кладці 2 яйця, насиджують і самиці, і самці.